# Reserva Sierra Pintada
La reserva de uso múltiple Sierra Pintada es un área natural protegida privada que se encuentra en el departamento San Rafael de la provincia de Mendoza, Argentina.

## Toponimia
Recibe el nombre debido a la presencia de una pequeña serranía que se eleva sobre la penillanura de estepa cuyana, caracterizada por la variedad de colores presente en sus rocas.

## Antecedentes
Se ubica a unos 55 km al este de la ciudad de San Rafael.

La Comisión Nacional de Energía Atómica de Argentina explotó en el área una mina de uranio, para su utilización en reactores nucleares hasta el año 1997, cuando resultó más económico la importación que la producción local de este insumo. En el 2002 se reconsideró la apertura de la mina, hecho que no se hizo efectivo debido a diversos impedimentos legales. En 2010 el caso llegó a la Corte Suprema de Justicia de la Nación que falló en contra de toda posible reapertura de la explotación minera.
Desde el año 1996, aún antes de la clausura total de las operaciones, el área fue declarada Reserva de Usos Múltiples. Abarca una superficie de 5000 ha.

## Fechas relevantes
- 9 de mayo de 1980: firma del Convenio para la explotación del yacimiento Sierra Pintada, Provincia de Mendoza.
- 27 de marzo de 1981: se inicia la explotación de la vetas uraníferas Atucha I y Atucha II en Sierra Pintada, Provincia de Mendoza.
- 1997: Fin de la explotación minera

## Biodiversidad
El área de la reserva presenta la fauna típica de la ecorregión monte de llanuras y mesetas que incluye vizcachas (Lagostomus maximus), cuises (Microcavia australis), tucu-tucus (Ctenomys mendocinus), quirquinchos (Zaedyus pichiy), zorros grises (Pseudalopex griseus) y colorados (Pseudalopex culpaeus), zorrinos (Conepatus chinga), gatos de los pajonales (Leopardus pajeros), marmosas (Marmosa común), hurones (Galictis cuja), huroncitos patagónicos (Lyncodon patagonicus), pumas (Puma concolor), vizcachas serranas (Lagidium viscacia) guanacos (Lama guanicoe).
Entre las aves se ha registrado la presencia de lechucitas vizcacheras (Athene cunicularia), canasteros coludos (Asthenes pyrrholeuca), zorzales chiguancos (Turdus anthracinus), chingolos (Zonotrichia capensis), loicas (Sturnella loyca), yales negros (Rhopospina fruticeti) y monteritas (Poospiza ornata).